# Журомин (гмина)
Журомин (пол. Żuromin) — гмина (уезд) в Польше, входит как административная единица в Журоминский повет, Мазовецкое воеводство. Население — 14 369 человек (на 2004 год).

## Демография
| Перепись                       | Всего   | Всего | Женщины | Женщины | Мужчины | Мужчины |
| ------------------------------ | ------- | ----- | ------- | ------- | ------- | ------- |
| Единицы                        | человек | %     | человек | %       | человек | %       |
| Население                      | 14 369  | 100   | 7304    | 50,8    | 7065    | 49,2    |
| Плотность населения (чел./км²) | 108,5   | 108,5 | 55,1    | 55,1    | 53,3    | 53,3    |

## Сельские округа
1. Бендзымин
2. Бруднице
3. Хамск
4. Церпигуж
5. Домброва
6. Домбровице
7. Дембск
8. Францишково
9. Кличево-Дуже
10. Кличево-Мале
11. Косево
12. Крушево
13. Млудзын
14. Нове-Надратово
15. Старе-Надратово
16. Ольшево
17. Понятово
18. Рачины
19. Розвозин
20. Женжавы
21. Садово
22. Тадаювка
23. Вядрово
24. Вулька-Кличевска

## Соседние гмины
1. Гмина Бежунь
2. Гмина Кучборк-Осада
3. Гмина Любовидз
4. Гмина Лютоцин
5. Гмина Шреньск